# Трипалладийтантал
Трипалладийтантал — бинарное неорганическое соединение
палладия и тантала
с формулой TaPd3,
кристаллы.

## Получение
- Сплавление стехиометрических количеств чистых веществ:

{\displaystyle {\mathsf {3Pd+Ta\ {\xrightarrow {1770^{o}C}}\ TaPd_{3}}}}

## Физические свойства
Трипалладийтантал образует кристаллы
тетрагональной сингонии,
пространственная группа I 4/mmm,
параметры ячейки a = 0,3880 нм, c = 0,7978 нм, Z = 2,
структура типа триалюминийтитан Al3Ti
.
Соединение образуется по перитектической реакции при температуре 1920°С
или конгруэнтно плавится при температуре 1770°С .